# Isoptera
Gli isotteri o tèrmiti (Isoptera Brullé, 1832) (dal greco antico ?, iso, " uguale" e ptera, "ali") sono un ordine di insetti terrestri, sociali, di piccole o medie dimensioni, noti allo stato fossile già nel Terziario.

## Presentazione
Sono insetti alati, meiotteri o atteri, con livree di colori uniformi, pallidi o poco vivaci, e con esoscheletro di solito di debole o mediocre consistenza.
Presentano un polimorfismo anfipecilico, con maschi e femmine fecondate inizialmente alati e maschi e femmine sterili (operai e soldati) sempre atteri, monomorfici o polimorfici.
Le termiti sono organismi xilofagi (cioè mangiano il legno); la loro importanza ecologica dipende dal fatto che l'equivalente di un terzo di tutta la materia prodotta ogni anno dalle piante viene divorata da loro. In un ecosistema terrestre, la produzione di materia vivente è pressoché ininterrotta, e se essa non venisse demolita con una velocità correlata a quella con cui viene formata, dopo poco tempo il sistema entrerebbe in crisi, perché verrebbero a mancare sia lo spazio per i nuovi organismi, sia i materiali per continuare la produzione. La distruzione del legno, delle altre parti vegetali e degli altri residui organici, assicura la liberazione di nutrienti nel terreno che, in tal modo, diviene fertile.
Con le loro robuste mandibole esse frantumano la massa legnosa e se ne nutrono; inoltre l'alimento viene distribuito tra gli individui della colonia mediante il rigurgito bocca a bocca (trofallassi oro-orale) o anche mediante trofallassi oro-anale.
Con la trofallassi le termiti si passano anche i protozoi e i batteri simbionti. I batteri sono utili per la digestione della cellulosa, che essi trasformano in lipidi. Molto spesso essi sono ospitati nei protozoi che, in cambio dei nutrienti lipidici, forniscono loro l'ambiente adatto e altri prodotti metabolici.
Solo una piccola parte dei protozoi viene digerita dalle termiti, quale alimento proteico per sopperire alla mancanza di proteine nel legno. Si ha, dunque, una cooperazione fra le popolazioni di batteri e di protozoi, nei quali i batteri possono penetrare attivamente, una cooperazione tra la termite e la comunità di microrganismi che vive nel suo intestino. Questa cooperazione riconduce la biocenosi al biotopo e chiude la catena trofica degli ecosistemi abitati dalle termiti.

## Tassonomia
L'ordine raccoglie circa 2800 specie raggruppate in cinque famiglie: Mastotermitidae, Hodotermitidae, Kalotermitidae, Rhinotermitidae e Termitidae.
Alcuni sistematici classificano, forse più opportunamente, gli Isoptera in sette Famiglie, scorporando i Termopsidae e i Serritermitidae, ma su ciò non vi è ancora piena concordanza di pareri tra gli specialisti dell'Ordine.
In Italia sono presenti due specie in pianta stabile, il Kalotermitide Kalotermes flavicollis Fabricius e il Rinotermitide Reticulitermes lucifugus Rossi. Ultimamente si sta importando, causa trasporti internazionali, una nuova termite della famiglia dei Kalotermitidi, la Cryptotermes brevis, originaria della zona Indio-asiatica. È stata localizzata solo in alcune città italiane, specialmente al centro-sud.

## Morfologia e anatomia

### Morfologia
Il capo è prognato o subprognato, libero, abbastanza mobile, di forma e dimensioni varie a seconda delle specie e/o delle caste; in certi casi ("soldati nasuti") è prolungato dorsalmente e anteriormente in una sorta di tubulo al cui apice si apre il dotto della ghiandola frontale, frequentemente fornito di solco epicraniale variamente sviluppato.
Occhi e 2 ocelli, o mancanti.
Le antenne sono di modesta lunghezza, moniliformi, composte di un numero di antennomeri tra 9 e 32.
Apparato boccale masticatore. Labrum sviluppato, ma assai variabile nella forma e talvolta allungatissimo. Mandibole robuste, di forma e dimensioni varie, talora (nei soldati) enormi, mostruose o asimmetriche, talora piccolissime o subatrofiche. Mascelle con lobi distinti, galea spesso bisegmentata, lacinia sclerificata e distalmente fornita di formazioni spiniformi, palpi 5-articolati. Labium con submento e mento fusi assieme e con premento provvisto di glosse, paraglosse e palpi 3-articolati. Collo con scleriti cervicali.
Torace depresso e con noti ampi. Protorace libero e a volte più grande dei segmenti seguenti; questi ultimi sono simili tra loro.
Zampe ambulatorie, simili tra loro, con coxe grandi e ravvicinate, tarsi comunemente di 4 articoli, raramente 5-articolati o imperfettamente 5-articolati, pretarsi con 2 unghie e forniti, o no, di arolio.
Ali grandi, membranose, subuguali (da cui il nome), con venulazione primitiva o ridotta, e priva di nervature trasverse (queste ultime spesso sostituite da un finissimo e irregolare reticolo); con l'eccezione dei Mastodermatidi, le ali presentano subprossimalmente una linea trasversa preformata di rottura (detta "solco omerale"), lungo la quale si spezzeranno dopo il volo prenuziale, lasciando attaccata al torace la cosiddetta "squama omerale".
Addome sessile, composto da 10 uriti, con l'XI urotergo fuso con il X, e l'XI urosterno ridotto e rappresentato da un paio di paraprocti. VII urosterno molto grande nella femmina, in cui ricopre, completamente o parzialmente, l'VIII e il IX. IX urosterno provvisto, o no, di stili in ambedue i sessi. Cerci 1-8 articolati.

### Anatomia
Sistema nervoso. Apparato centrale variamente sviluppato, in relazione al cerebro e agli occhi, nella casta riproduttrice e in quella sterile. 3 gangli toracici e 6 addominali.
Apparato digerente. Canale alimentare più o meno convoluto, con stomodeo fornito di ingluvie e di ventriglio ad armatura più o meno sviluppata. Mesenteron abbastanza lungo e tubolare e provvisto, nelle specie più primitive, di 4-5 ciechi gastrici. Proctodeo con colon spesso separato dall'ileo mediante una valvola, assai dilatato nelle specie che ospitano Protozoi simbionti.
Apparato tracheale. Presenta 10 paia di stigmi (2 al torace e 8 addominali) e trachee anastomizzate.
Apparato circolatorio. Vaso dorsale sviluppato e 8-10 paia di ostioli.
Apparato escretore. Presenta 2-8 tubi malpighiani.
Apparato secretore. Ghiandole del labrum, in esso incluse, che sfociano nella volta alatina (mancano nelle immagini e in qualche soldato); ghiandole mandibolari (in Kalotermes flavicollis Fabricius secondo Lambinet costituite da due tipi di cellule: grandi e secretrici e piccole generanti nuovi canalicoli ghiandolari); ghiandole labiali (o salivari) acinose, fornite di serbatoio e sfocianti nella prefaringe, particolarmente sviluppate negli operai e addirittura enormi nei soldati di Pseudacanthotermes Sjöstedt; "ghiandola frontale", caratteristica dell'ordine (e delle Famiglie dei Rinotermidi e dei Termitidi), che si origina dalla differenziazione di un gruppo di cellule epidermiche della zona mediale-dorsale del capo, reperibile in tutte le caste, ma specialmente sviluppata e complessa nei soldati, dove assume talora dimensioni tali da raggiungere l'estremità caudale dell'addome, sboccante mediante un poro che si apre in un'area depressa edepigmentata detta "finestra" o "fontanella" innervata da un nervo fontanellare proveniente dal cerebro, la cui funzione è ancora problematica, ma in alcuni casi difensiva. Ghiandole epidermali sternali (negli urosterni IV, o V, ovvero, nelle Mastotermitidi, III, IV, V); queste ghiandole sono presenti in tutte le caste ma si involvono negli anfigonici funzionali, secondo Noirot, e secernono un fermone-traccia; numerose ghiandole tegumentali. Apparato endocrino retrocecebrale con corpi cardiaci fusi posteriormente e corpi allati pari.
Apparato riproduttore. Ovari a numero molto variabile di ovarioli panostici, spermateca e un paio di ghiandole colleteriche simmetriche, costituite da numerosi tubuli. Ovopositore formato da tre paia piccole valve in Mastotermes Froggart e dai rudimenti del loro primo paio in altri generi. Testicoli plurifollicolari, ghiandole accessorie variamente sviluppate e vescicole spermatiche più o meno ridotte. Gonotrema fra VII-VIII urosterno. Organo copulatorio membranaceo. Gli organi genitali nelle termiti sono ben sviluppati quasi solamente negli anfigonici. Negli operai e nei soldati essi si presentano più o meno abortiti, nonché talora completamente atrofizzati (come in Hospitalitermes monoceros Koen.).

## Polimorfismi funzionali

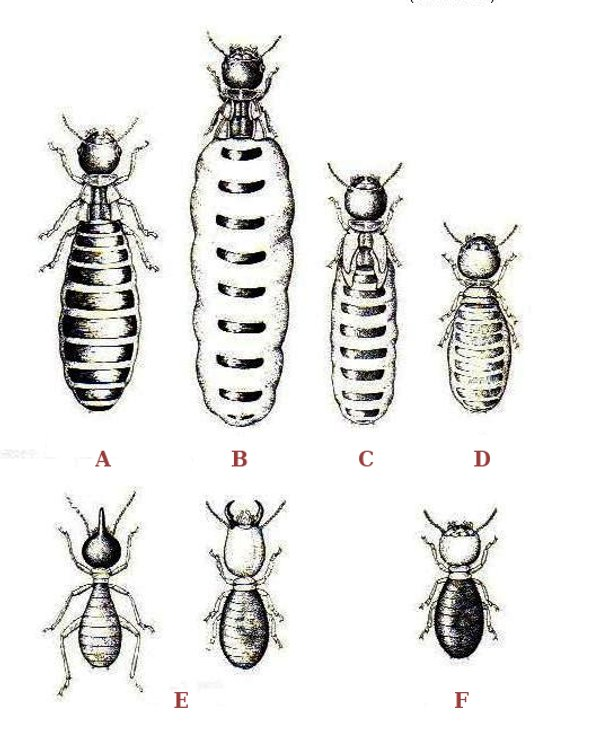
Polimorfismo funzionale di casta
A: re primario;
B: regina primaria;
C: regina secondaria;
D: regina terziaria;
E: soldati;
F: operaia

Gli Isotteri sono Insetti paurometabolici o pseudoametabolici, con stadi più o meno pronunciati di quiescenza nello sviluppo post-embrionale, ovipari e normalmente anfigonici. In qualche Genere è stata osservata partenogenesi telitoca.
Gli Isotteri vivono tutti in società coniugali persistenti (pluriannuali), costituite da un numero vario, talora enorme, di individui che presentano un polimorfismo anfipecilico molto notevole. Nelle loro popolazioni è possibile infatti riconoscere due caste principali: quella dei riproduttori e quella degli "sterili", ambedue comprendenti tanto maschi quanto femmine, e ambedue suscettibili di includere sottocaste temporanee o stabili, e anche intercaste. Le caste spesso si confondono per via dell'esistenza di forme intermedie. La struttura castale poi varia a seconda delle Famiglie, Generi e Specie.

### Casta riproduttiva

#### Anfigonici immaginali
(detti anche "sessuati immaginali", "forme macrottere", "adulti di prima forma")
Rappresentano la casta ancestrale.
Sono maschi e femmine aventi esoscheletro abbastanza consistente, livree dai colori piuttosto carichi, grandi ali membranacee, occhi composti normali, spesso due ocelli e gonadi perfettamente funzionanti. Fuoriescono dal nido per un volo prenuziale, dopo di che perdono le ali e fondano (in coppia) nuove società di cui divengono "reali veri" ("re" e "regina"). Le femmine, via via che progrediscono nell'età, subiscono un accrescimento post-metamorfico rimarchevole dell'addome (fisogastria), previa estensione delle sue membrane intersegmentali, che è limitato nelle specie primitive ma diviene grandissimo nelle specie più evolute che costituiscono colonie molto popolose. 

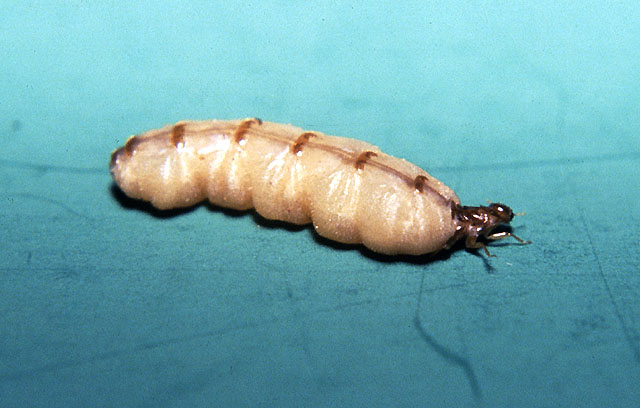
Enorme sviluppo dell'addome in regina di Coptotermes formosanus

L'addome può diventare milioni di volte più grande di quanto era al momento della sciamatura; in esso si ha un enorme sviluppo degli ovari, gli ovarioli si allungano e aumentano di numero fino ad alcune migliaia e aumenta enormemente la massa di emolinfa; si riscontra anche un accrescimento del corpo adiposo, che si riorganizza, l'ingrandimento del vaso dorsale, l'ipertrofia delle trachee addominali, dei corpi faringei e dei corpi allati, l'allungamento dei tubi malpighiani, l'allungamento e la specializzazione del mesenteron; nonché, per converso, la scomparsa (per istolisi) dei muscoli alari, la degenerazione di quelli mandibolari, della parte interna degli occhi, delle ghiandole salivari, ecc. Le "regine" sono quindi trasformate in mostruose fabbriche di gemi, non possono assolutamente più spostarsi, fino al punto da non riuscire a toccare con le zampe il pavimento della cella reale.

#### Anfigonici neotenici
(detti anche "sessuati neotenici", "forme submacrottere, brachittere o attere", "riproduttori di seconda e terza forma", "riproduttori supplementari", "reali di complemento di sostituzione").
Sono maschi e femmine aventi l'esoscheletro meno consistente di quello degli anfigonici immaginali, livree più chiare, pteroteche lunghe e spesse, o appiattite, o brevi, o assenti; occhi piccoli o rudimentali, gonadi di notevole o modesto sviluppo. Possono corrispondere per grandezza e fabbrica a vari stadi post-embrionali. Possono infatti derivare, in seguito a una muta, da neanidi, ninfe o pseudoergati, tutti ontogeneticamente deviati e promossi alla funzione di riproduttori. I loro caratteri esteriori rimangono pre-immaginali, ma l'addome delle femmine si ingrandisce con l'età fino quasi a raggiungere le dimensioni delle regine immaginali. Bisogna ricordare che la facoltà di formare neotenici diminuisce via via che si sale la scala gerarchico-evolutiva dell'Ordine, e che nei Termitidi superiori essi non si presentano più. I neotenici compaiono in numero vario, da poche unità a qualche centinaio, nelle comunità allorché in queste, per qualsiasi ragione, vengono a mancare i riproduttori immaginali o, eventualmente, altri neotenici. Se la colonia è orfanata della coppia reale, essa è sostituita con neotenici di entrambi i sessi; se è orfanata di un solo sesso, allora è sostituito da neotenici di quel sesso. Può però accadere che in un termitaio privato solo del re o della regina, si formino neotenici maschi e femmine. Oltre alla funzione di "sostituzione", i neotenici possono averne una di "complemento" nei quartieri eccentrici dei nidi molto vasti.

#### Pseudoimmagini
(così denominati da GRASSÈ) sono anfigonici provenienti da ninfe del 7º stadio che, in una comunità orfanata della regina, subiscono prima delle altre la muta immaginale. Essi si strappano le ali con le mandibole, non si pigmentano (imbruniscono solo leggermente gli occhi), non sciamano, ma divengono riproduttori funzionali. Dovrebbero considerarsi come neotenici derivati dagli ultimi stadi postembrionali.

#### Anfigonici inutilizzati
(detti anche "reali spuri" o "acrestogonini").
In diverse specie di Termiti alcuni anfigonici, provenienti da ninfe ritardatarie che hanno subìto la muta immaginale dopo la sciamatura degli adulti, rimangono nel nido e finiscono col perdere le ali (forse per autotomìa, ma non è ancora chiaro) e col subire una regressione degli organi genitali (forse per effetto del feromone reale), per cui non presentano alcuna attività sessuale. Sono ignorati, tollerati o mangiati (in caso di carenza di cibo) dalla comunità.

### Casta sterile

#### Soldati

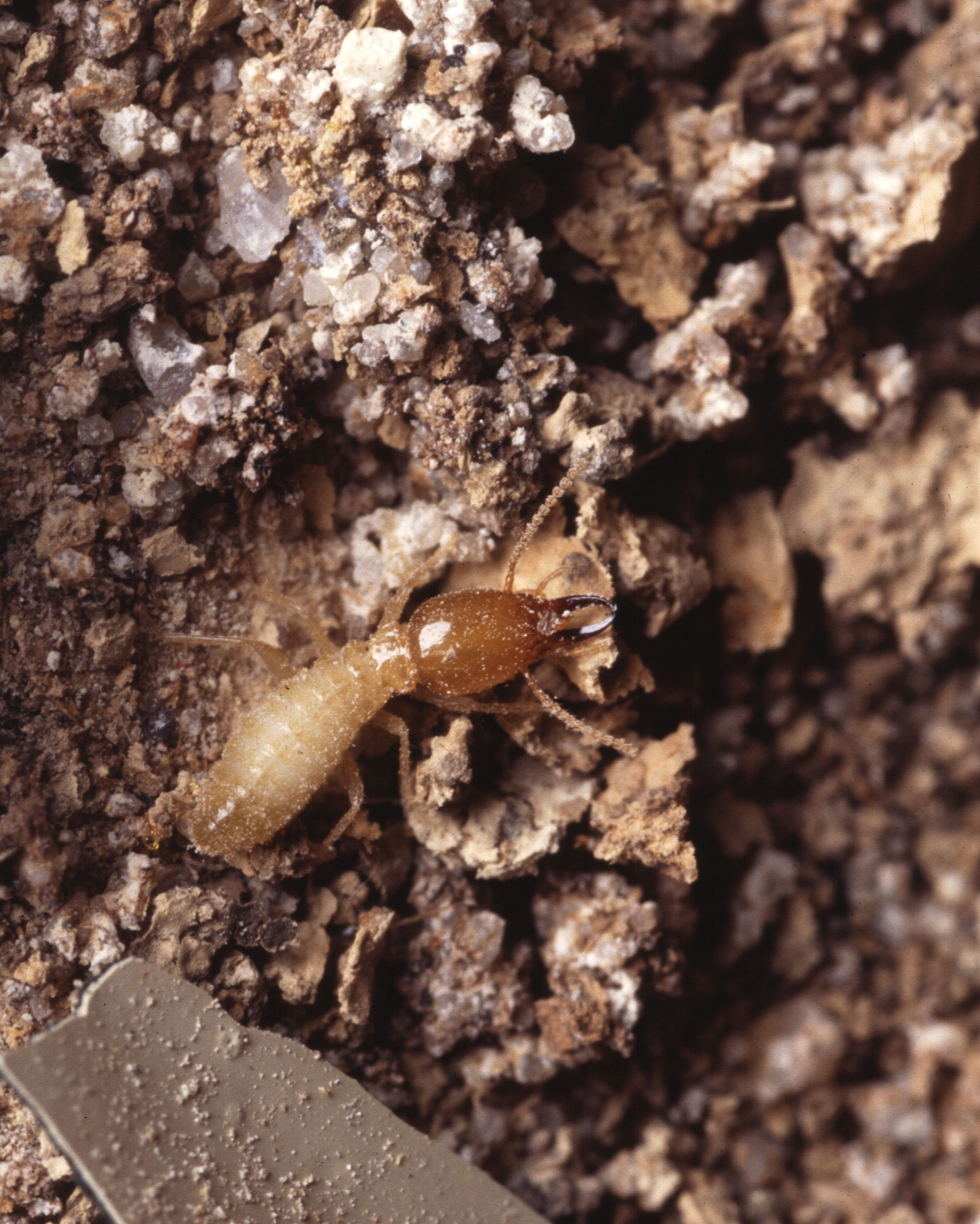
Termite soldato (Coptotermes formosanus)

Sono costituenti specializzati e nettamente definiti delle società delle Tèrmiti; sono individui atteri o subatteri, maschi e femmine (talora, in specie determinate, di ambedue i sessi, talora solo femmine, talora solo maschi), con caratteri sessuali secondari esternamente poco o nulla evidenti, fatta eccezione per alcune specie primitive e con gonadi più o meno involute, il che porta in genere alla sterilità, caratterizzati da vistosissimo sviluppo del capo, dalla sclerificazione della cuticola e dal suo colore più carico, che contrastano con la scarsa robustezza e con il pallore del tegumento delle restanti regioni del corpo.
Si conoscono due categorie principali di soldati: quella degli individui con il capo non particolarmente differenziato e forniti di grandi mandibole (poderose e forbiciformi, ovvero allungate rettilinee o ondulate o anche asimmetriche avendo la sinistra ritorta, ecc.); quella degli individui con il capo prolungato in un processo coniforme più o meno vistoso, all'estremità distale del quale si apre il dotto della ghiandola frontale e provvisti di mandibole piccole e vestigiali (i cosiddetti "nasuti"). Gli occhi, sviluppati o ridotti nelle specie primitive, mancano nelle altre.
I soldati sono monomorfici in certe specie, polimorfici (dimorfici e anche trimorfici) in altre; in quest'ultimo caso le varie forme possono risultare oppure no, collegate da individui a caratteri intermedi. Il loro numero (il 2 o l'1 per mille della popolazione), confrontato a quello delle altre caste, è piuttosto costante, probabilmente regolato dallo stesso meccanismo che determina le caste. Può subire riduzioni per diversi fattori (adelfofagia compresa), ma di solito è inferiore a quello degli operai. I soldati provengono da neanidi di diversa età, da ninfe o da pseudoergati; non sono capaci di alimentarsi da soli e dipendono per il cibo dagli operai o dalle neanidi di età avanzata; isolati muoiono rapidamente di inanizione. Risultano ugualmente incapaci di triturare il legno, di scavare il suolo, di impastare terra ed escrementi, di contribuire alla edificazione del nido. A parte alcuni modesti servigi che essi possono compiere, la loro funzione è difensiva, particolarmente contro le Formiche, principali nemici degli Isotteri e dispongono di armi come: mandibole che tagliano o sventrano (per quanto non sempre interpretabili come adattamenti a una particolare funzione), teste che chiudono come tappi gallerie e aperture, secreti viscosi o tossici che vengono talora gettati a due o tre centimetri di distanza o fatti scorrere lungo la doccia di un lunghissimo labrum o volatilizzati in gas mortali, ecc. Essi accorrono allorché nel nido si determina una breccia; accompagnano, fiancheggiandole le colonne di esploratrici e di bottinatrici o anche formano ai loro lati due barriere rivolgendo le teste verso l'esterno; formano dei cerchi protettivi attorno alle aperture da cui sciamano gli alati; si dispongono innanzi e attorno agli operai che lavorano, ecc.

#### Operai

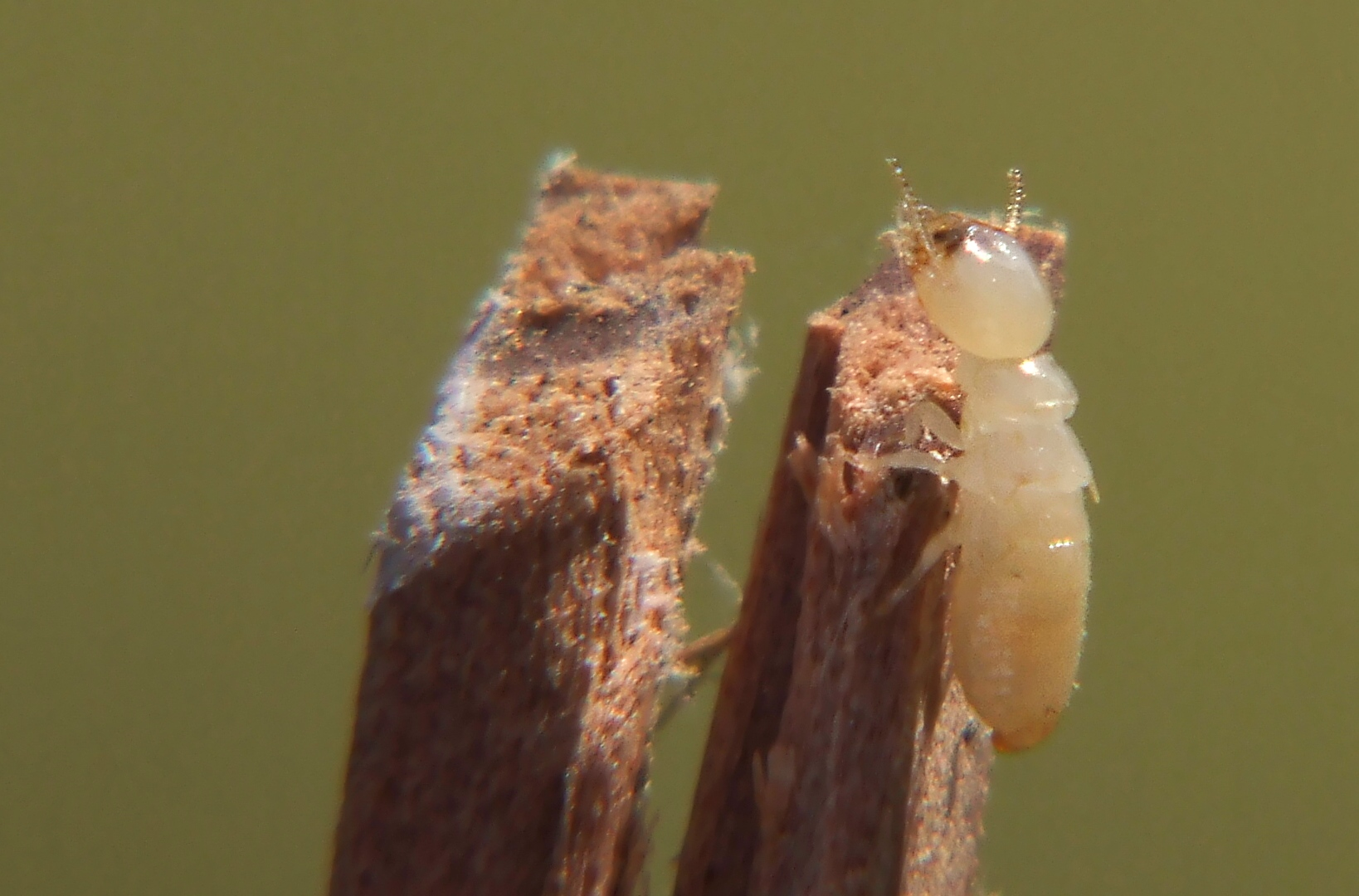
Termite operaia

Gli operai provvedono a tutte le necessità della colonia, riproduzione esclusa: scavano gallerie; costruiscono, riparano e ingrandiscono i nidi; fabbricano coperture per le spedizioni di rifornimento; vanno in cerca di cibo; nutrono gli altri membri della società; raccolgono, trasportano e leccano la covata; allevano la prole; facilitano la fuoriuscita degli alati sciamanti preparando, ad esempio, speciali camere periferiche di radunata e aprendo vie di sortita; partecipano alla difesa della comunità elevando rapidamente ostacoli per impedire l'accesso al nido di estranei e mordendo gli avversari; ecc.
Sono individui atteri, maschi o femmine (talora, in una specie determinata, di ambedue i sessi, talora solo femmine, talora solo maschi), con caratteristiche sessuali secondarie a volte esteriormente percettibili, a volte no, con gonadi più o meno regredite, mandibole robuste, esoscheletro poco consistente e colori pallidi. Vanno visti come forme neanidiali (varie a seconda della famiglia di appartenenza) che subiscono precocemente un arresto della differenziazione, ma non un arresto dello sviluppo. Nel corso dell'evoluzione dell'Ordine si procede però verso una stabilizzazione progressiva della casta. Nelle Tèrmiti inferiori, infatti, sono in grado di trasformarsi in soldati o in neotenici (quindi arrivare alla maturità sessuale), a seconda delle esigenze della colonia. Nelle Tèrmiti superiori, invece, si riscontrano operai stabili, anche se, in caso di squilibrio nel rapporto numerico delle varie caste, possano ancora evolversi in soldati.

#### Pseudoergati
Grandi neanidi di età avanzata differenti dalle ninfe solo per mancanza delle pteroteche (o per loro estrema riduzione) e di abbozzi oculari visibili. Quelle che derivano da neanidi della quarta età, dopo avere subito una muta, non acquistano le pteroteche e costituiscono una sorta di ninfe attere; quelle che derivano da ninfe della settima età, dopo avere subito una muta, riducono o perdono le pteroteche e anche gli abbozzi oculari. Queste ultime possono fermarsi in tale stadio o rappresentare degli equivalenti esatti degli operai. Gli pseudoergati conservano la possibilità di trasformarsi in soldati e in prolificatori neotenici.

#### Intercaste
Nei termitai, più o meno raramente a seconda delle famiglie, si riscontrano individui aventi caratteri di caste diverse (intercaste). Possono avere caratteri intermedi tra anfigonici e soldati; di quelli intermedi tra operai e soldati (più rari dei precedenti); di quelli, infine, che divengono tali in conseguenza di parassitismi.

## Regolazione sociale delle caste
In seno alla popolazione di un termitaio si verifica il fenomeno della "regolazione sociale" (sensu GRASSÉ) dovuto a un complicatissimo e integrato sistema di diversi feromoni, alcuni dei quali promuovono, altri inibiscono, certe specifiche determinazioni, mentre un terzo gruppo agisce stimolando organi di senso e conduce alla eliminazione di caste (LÜSCHER). Tale regolazione fa sì che, ogni volta che in una comunità si rompe l'equilibrio del rapporto numerico tra i suoi costituenti, a essa segua la formazione di categorie mancanti, e ciò rispecchia le capacità fisiologiche e morfogenetiche degli individui che non si sono ancora stabilizzati. Nella maggior parte dei nidi la produzione delle caste avviene ritmicamente in reazione alle stagioni, e ciò può fissarsi ritmicamente. Noirot pensa che il potenziale evolutivo dell'ordine si sia concentrato, con l'insorgere della vita sociale, sul piano etologico; afferma anche che questa evoluzione è avvenuta in svariatissime direzioni e ha condotto alla formazione di tipi adeguati agli ambienti più diversi. Al livello più evoluto la società delle Tèrmiti tende a liberarsi delle servitù ecologiche e, invece di subire l'ambiente, lo adatta ai suoi costumi.

## Fondazione delle società
La fondazione delle società degli Isotteri può avvenire per sciamatura, per propaggine o per sociotomìa.

### Sciamatura
È la modalità tipica e maggiormente diffusa. Gli alati abbandonano il nido dove sono cresciuti di giorno, o più raramente di notte in periodi diversi dell'anno (secondo le specie e il clima, a una data temperatura e umidità relativa e, naturalmente, quando hanno raggiunto la maturità fisiologica), una o più volte l'anno, oppure a piccoli gruppi per diversi mesi, oppure in periodi più brevi e in masse imponenti. La maturità riproduttiva si mantiene a lungo, talvolta anche per alcuni mesi, ma non indefinitamente; dopo un certo periodo di tempo gli alati perdono questa facoltà e non sono più in grado di lasciare il termitaio materno, dove invecchiano, degenerano di solito genitalmente oppure vengono soppressi. Nei giorni e particolarmente nelle ore che precedono l'esodo tutta la colonia si mostra irrequieta; neanidi o operai, secondo i casi, lavorano per aprire le vie d'uscita, si affollano vicino a tali aperture e a volte dilagano fuori per formare una sorta di cerchio di protezione. Nei casi più complicati sono preparate camere di adunata per i partenti, pedane oblique a forma di imbuto, camini ramificati o no e di notevole altezza, ecc. Il volo (prenuziale) non porta le Tèrmiti troppo lontano o troppo in alto, a meno che non siano aiutate dal vento. Solo una piccola parte di esse, inoltre, si salva perché la maggior parte vengono divorate da artropodi vari, anfibi, rettili, uccelli, mammiferi e anche dalle popolazioni indigene. Spesso i maschi precedono le femmine nello sviluppo; ne consegue che gli sciami dei vari termitai di una specie possono risultare diversamente costituiti riguardo al sesso, il che favorisce la fecondazione incrociata. L'adelfogamia è un fenomeno abituale e porta a differenziare le specie in sottospecie locali. A volo terminato e discesi sul terreno gli insetti si mostrano agitatissimi e, prima o dopo la caduta delle ali si ricercano per unirsi in coppie. Appena la coppia (tandem) si è formata comincia una sorta di passeggiata (anch'essa prenuziale), che può durare ore o giorni e che si conclude con lo scavo di una celletta (detta "copulario") dove si effettuano i primi accoppiamenti e che sarà il centro di origine del nuovo nido. In alcune Térmiti si riscontrano però comportamenti diversi

### Propaggine
In una comunità normalmente fondata da due anfigonici, a volte accade che neanidi siano trasportate lontano dal centro originario e in luoghi collegati con esso mediante una rete di gallerie. In queste coloniole secondarie si formano numerosi neotenici che funzionano da riproduttori di complemento. Questo fatto si verifica sicuramente solo nei Reticulitermes Holmgr..

### Sociotomìa
In altri casi Grassé e Noirot hanno osservato che una frazione importante della popolazione di un termitaio (che comprende tutte le caste, ivi inclusi gli anfigonici alati che debbono ancora compiere il volo prenuziale) fuoriesce dal nido in colonna, cammina per parecchie ore e fonda un nido e una comunità nuova avente per riproduttori anfigonici immaginali o neotenici.

## Sviluppo e longevità
L'accrescimento delle comunità degli Isotteri è lento perché coordinato con la fecondità della regina, che aumenta gradualmente nel tempo, raggiunge il suo massimo e poi declina.
Dopo che i due reali hanno ultimato lo scavo del copulario, essi si amputano con le mandibole gli ultimi (3 - 6 o più) antennomeri, riducendo così la propria sensibilità. La femmina fecondata depone un piccolo numero di uova (anche più di un mese dopo la sciamatura) dalle quali nasceranno giovani rappresentanti della casta sterile (più piccoli di quelli che nasceranno in seguito), che saranno allevati dai genitori. Alla prima ovideposizione segue un periodo di riposo e la prolificazione non riprende finché non siano schiuse tutte le uova deposte precedentemente. Le uova sono emesse, in genere, isolatamente, ma nei Mastotermitidi (forme primitive che si riallacciano per vari caratteri ai Blattoridei) essi appaiono riuniti in masse allungate, costituite da una doppia serie di 16-24 elementi inclinati sulla verticale con un angolo di 65-80° e agglutinati mediante una sostanza gelatinosa brunastra. La fecondità della regina varia con le specie: è relativamente modesta nelle Térmiti inferiori (Mastotermes eccettuati), dove la femmina può deporre solo 200-300 uova l'anno, e aumenta via via che si sale la scala gerarchico-evolutiva dell'Ordine, fino a raggiungere, ad esempio, in Macrotermese natalensis Hav. 30'000 uova ogni 24 ore, circa 10'950'000 l'anno, senza considerare che altri Macrotermes Holmgr., che hanno femmine più grosse, dovrebbero essere ancor più fecondi. Lo sviluppo embrionale (almeno nelle specie dei climi temperati) e quello postembrionale (più rapido nelle comunità anziane), procedono lentamente, e il secondo include diverse mute, prima delle quali l'insetto trascorre, in parecchie specie, un periodo di immobilità completa ("ipnosi" di BUGNION), coricato su un fianco e con le antenne e le zampe piegate all'indietro lungo il corpo.
L'accrescimento della comunità è correlato, oltre che con la fecondità della regina, con la natura e il microclima del luogo dove viene edificato il nido. Vi sono, ad esempio, piccole società costituite da 200-300 individui, che raggiungono il massimo di popolazione in quattro anni e mezzo e si spengono dopo sei-sette anni; società modeste, di poco meno di un migliaio di individui, che si sviluppano in cinque anni e mezzo e si estinguono in dieci anni circa; società di circa 3000 individui, che si evolvono in otto anni e vivono sedici-diciassette anni; infine società grandissime, composte da milioni di individui, che divengono centenarie.
I reali dei Termitidi superiori possono avere una prodigiosa longevità e arrivare a vivere 180-200 anni; gli sterili vivono assai meno, parecchi mesi o alcuni anni.
Di regola un termitaio ospita una sola coppia reale, ma a volte più d'una e allora esse abitano la medesima cella; la cella reale, nelle Térmiti superiori, presenta alcune aperture, che però non permettono agli anfigonici di uscire e pareti di notevole spessore: Essa può venire ingrandita quando aumenta la fisogastria della regine e si trova al centro del nido, talvolta sopra il livello del suolo talvolta sotto, se il nido è costruito nel terreno. Si sono però riscontrati casi di spostamento della sua ubicazione da un punto all'altro dell'edificio e, quindi, la coppia reale o almeno la regina, doveva essere spostata nella nuova sede dagli operai. Il maschio si intrattiene in prossimità della compagna e la feconda di tanto in tanto. Talvolta re e regina abitano una camera da Funghi; entrambi sono custoditi dagli operai, che li nutrono, li leccano, asportano le uova, assorbono il liquido emesso dall'ano dalla femmina, ecc. Nelle specie meno evolute, con regine di modeste dimensioni, i reali, mobili e attivi, non sono necessariamente e permanentemente chiusi in celle e sono reperibili, secondo la stagione, in recessi diversi del nido.

## Nutrimento
Il regime dietetico degli Isotteri è essenzialmente erbivoro. Questi insetti si alimentano soprattutto di cellulosa che ricavano da varie sostanze: legno di piante viventi, secco, marcio, infiltrato da colonie di batteri o da miceli fungini, foglie, steli, semi, funghi, licheni, manufatti (carta, cartone, ovatta, stoffe di cotone, ecc.). Oltre alla cellulosa fanno parte della loro dieta alimenti elaborati (stomodeali e proctodeali), sostanze animali (uova di tèrmiti stesse, esuvie, corpi morti, ammalati o feriti, o viventi di compagni di comunità, protozoi simbiontici). Vi sono, ancora, alcune specie eterofaghe, come il Mastotermes darwiniensis Froggart (che, a tale riguardo, richiama le sue affinità con i Blattodei), che attaccano zucchero, cuoio, corno, avorio, lana, ecc. L'alimento stomodeale è rappresentato sia da un liquido opalescente e viscoso (che sembra saliva), sia da una sostanza includente frammenti legnosi rigurgitati. L'alimento proctodeale è costituito da un fluido proveniente dal colon e contenente protozoi simbionti. Gli escrementi veri e propri invece, pastosi o liquidi, vengono utilizzati per chiudere fessure o per formare un cemento che serve a costruire piccoli tramezzi, a confezionare una sorta di cartone, a spalmare le pareti del nido, ecc. L'alimento proctodeale viene sollecitato dai richiedenti con varie manovre e particolarmente con le antenne, e il suo scambio fra i membri della società (trofallassi) è estremamente intenso. Gli alimenti elaborati costituiscono il solo nutrimento per varie caste, o stadi, della società.
Per rifornirsi di cibo le tèrmiti, che sono lucìfughe, abbandonano frequentemente i loro rifugi e intraprendono spedizioni talora lungo gallerie sotterranee, talora esternamente, ma proteggendosi con coperture tubolari di terra o di legno masticato o di sterco impastato, che permettono loro di camminare e lavorare protette dalla luce, dai nemici e in condizioni di confacente umidità; talora infine all'aria libera, sotto la vigilanza dei soldati e scegliendo di solito ore antelucane o notturne, o anche giornate nuvolose e umide. Vi sono tèrmiti che immagazzinano provviste vegetali, e perfino quelle che ammassano centinaia di corpi morti e disseccati dei loro compagni.

## Nidi e nidificazione
In base alla localizzazione del nido, le Tèrmiti sono distinte in terricole, lignicole e arboricole.

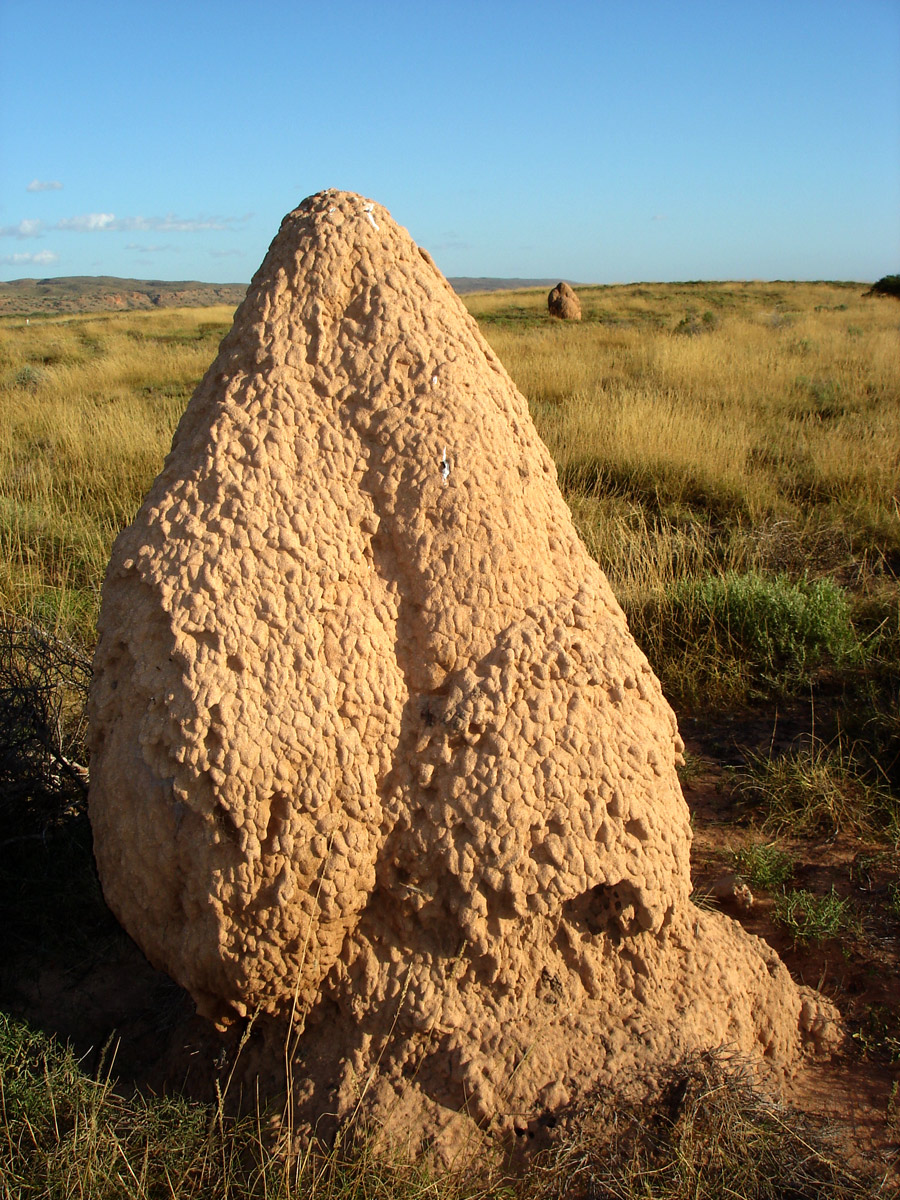
Termitaio

Dimensioni
I nidi delle Tèrmiti variano molto come ubicazione, materiali da costruzione, architettura, complessità, ecc. Tutti però richiedono determinate condizioni (alto grado igrometrico, elevato tenore di anidride carbonica, oscurità assoluta) che costituiscono il microclima caratteristico. Fatte salve le proporzioni, neppure l'uomo può competere con le Tèrmiti per la grandiosità dei lavori edilizi.
Microclima

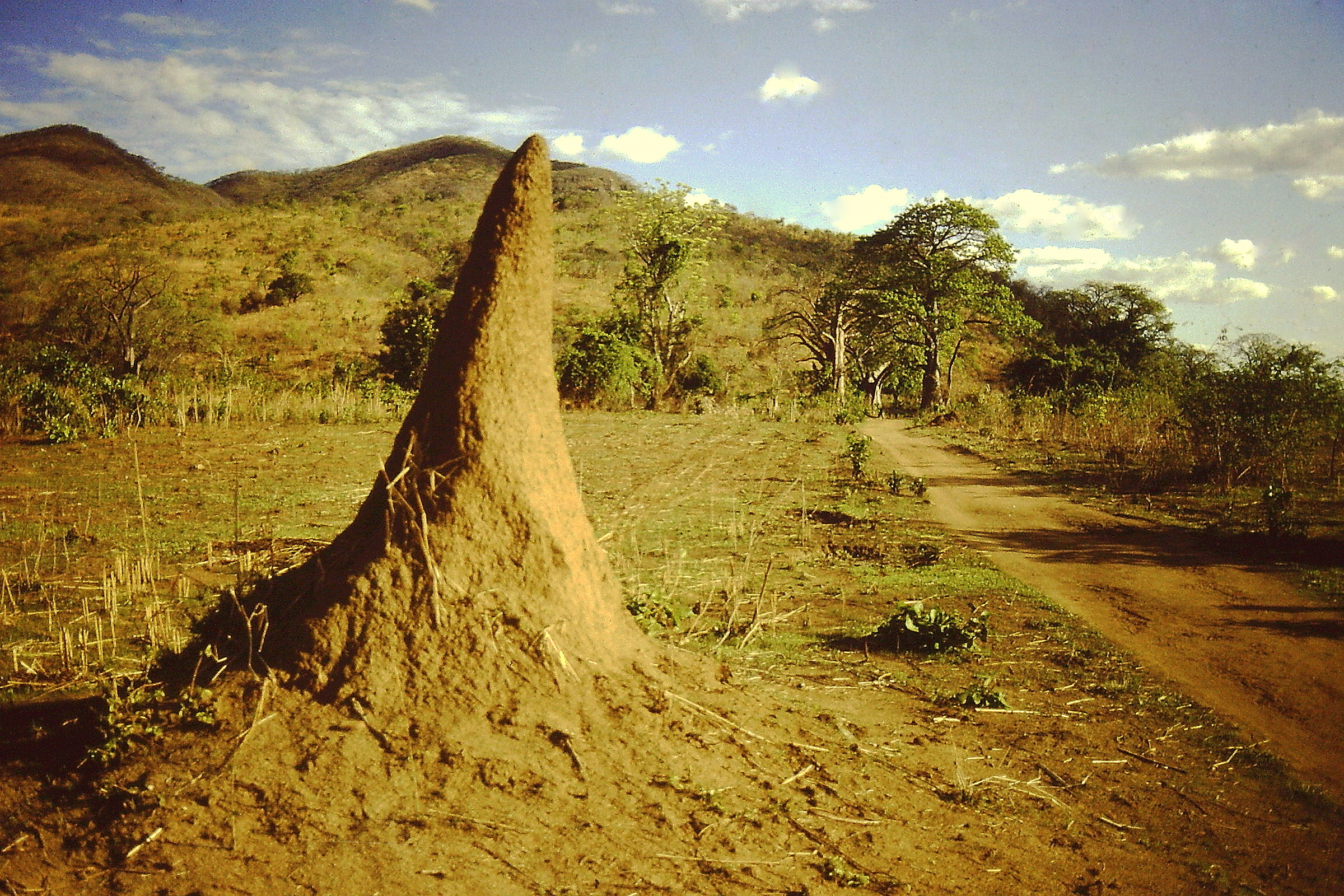
Termitaio a Chiuanga, sulla costa mozambicana del lago Malawi

I nidi degli Isotteri sono sistemi chiusi, completamente isolati dal mondo esterno, con cui non vi sono comunicazioni; quando si rende necessario praticare aperture, esse vengono poi subito tappate. Non esiste una ventilazione che permetta la penetrazione diretta dell'aria atmosferica e tutti gli scambi gassosi avvengono per diffusione attraverso le pareti. Per mantenere costante il grado igrometrico gli operai umettano con saliva il pavimento e le parti del nido e l'acqua richiesta, perché la saliva non manchi, la vanno ad attingere a grandi profondità nel suolo, talora fino alle falde acquifere.
Materiali da costruzione

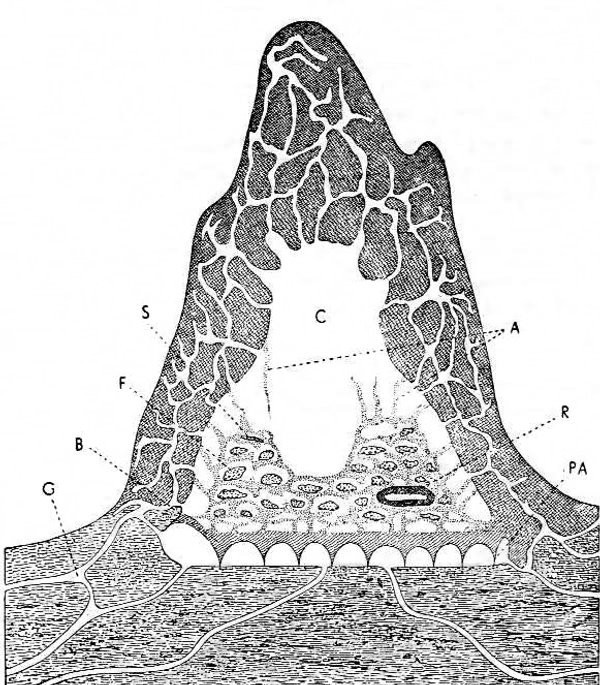
Spaccato di un nido di Macrotermes natalensis
A, lamelle di argilla; B, zoccolo; C, cavità centrale; F,"spugne" a Funghi; G, gallerie sotterranee; PA, pilastri di argilla; R, cela reale; S, ammassi di rosume legnoso.

Vi sono specie primitive che scavano il legno e costruiscono nidi relativamente semplici; altre che utilizzano cartone e sterco, sopra o sotto la superficie del suolo, sugli alberi, confinati o nascosti altrimenti; altre ancora che li costruiscono con terra cementata o sul suolo o contro tronchi d'albero. Parecchie scavano le loro città esclusivamente sottoterra o utilizzano terra e cartone, rivestendo di cartone le gallerie scavate nella terra; alcune Térmiti di piccole dimensioni costruiscono il loro termitaio sulle pareti dei giganteschi termitai epigei delle Macrotermitine, istituendo forme più o meno complesse di parabiosi (o simbiosi sociale), permanenti o accidentali.
Spazi e funzioni
Le costruzioni dei grandi termitidi sono gli edifici più complicati che si ritrovano nel mondo animale. Grassé distingue in questi nidi quattro sistemi di cavità:
1) l'abitazione propriamente detta, che comprende le camere e i vani dove si trovano i reali, la covata, le provviste e i giardini di Funghi (endoecia); 2) la rete di gallerie che mette in comunicazione questo centro con gli alimenti e i materiali da costruzione, che si estende talvolta a notevole distanza dal termitaio (periecia); 3) il complesso di corridoi e crateri (non sempre presente) che si affonda nel termitaio senza comunicare con i primi due sistemi, e che sfocia esternamente mediante larghi orifizi (esoecia); 4) lo spazio libero che alcune Térmiti stabiliscono fra il nido ipogeo e il terreno circostante, ma che serve raramente come vi di passaggio (paraecia).

## Agricoltura
Nei nidi delle Tèrmiti si riscontrano i cosiddetti "giardini dei Funghi". Si tratta di ammassi spugnosi di frammenti vegetali sminuzzati e aventi dimensioni da una nocciola a una testa d'uomo. Per fabbricarli gli operai masticano a lungo il legno (o altre parti di piante) impregnandolo di saliva lo riducono in pasta e lo modellano in sferule che dispongono, comprimendole, vicine, magari cementandole reciprocamente con altra pasta.

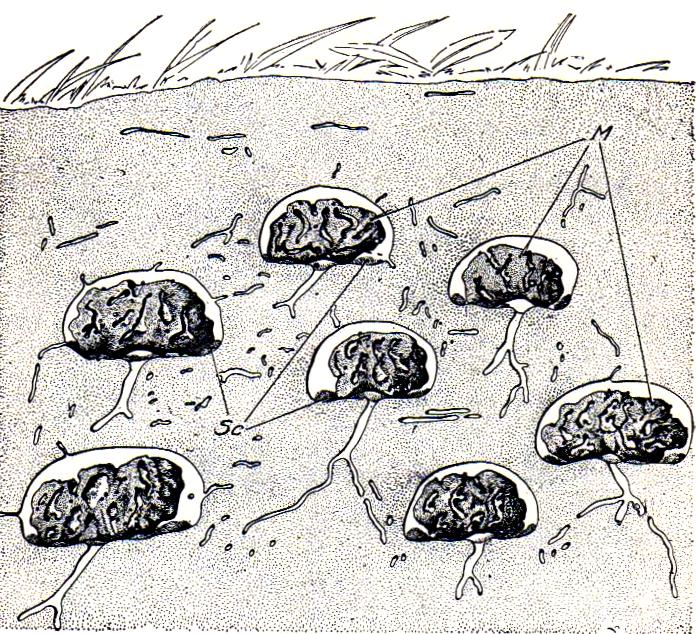
Sezione schematica di un nido di Pseudoacanthotermes EMERS, per mostrare le camere a Funghi. M,"spugne"; Sc,rosume.

Su questo substrato si sviluppa il Termitomyces Heim. (Basidomicete Agariaceo), il cui micelio riveste la spugna e i cui filamenti conidiofori costituiscono masserelle sferoidali, dette "sporodochi"; in condizioni particolari di ambiente il fungo si riproduce sessualmente. Insieme al Termitomyces vegeta poi Xylaria HILL (Ascomicete Xilariaceo), che non fruttifica mai nelle spugne, probabilmente a causa della natura chimica del substrato, del particolare microclima e dell'azione di una sostanza antibiotica del Basidiomicete. Le Tèrmiti non si nutrono degli sporodochi; GRASSÉ e ALIBERT accertarono che questi insetti si nutrono, in realtà, della sostanza vegetale trasformata dal fungo che, mediante le sue potenti diastasi, digerisce la lignina e libera la cellulosa e altre sostanze. Gli operai, infatti, rodono la parte inferiore degli ammassi spugnosi invasi dal fungo, aggiungono continuamente frammenti di legno e di foglie sopra di essa e quindi imboccano, per rigurgito stomodeale (trofallassi oro-orale) certe categorie di neanidi. KURIR osservò, in Reticulitermes flavipes Koll. operai e soldati che trasportavano le uova in tali giardini affinché i giovani appena sgusciati potessero trovare appropriate condizioni di vita. GHIDINI pensa che gli ammassi funzionino anche come riserve di umidità e assicurino al termitaio una costante igrometrica, e LÜCHER sostiene che le fermentazioni degli ammassi spugnosi mantengano costante la temperatura.

## Sinfili termitofili
I termitai sono anche frequentati da piccoli animali, in maggioranza esapodi (Collemboli, Coleotteri, ecc.), fortemente adattati alla vita associativa con le Tèrmiti, le quali dimostrano di gradire molto le speciali sostanze da essi prodotte. L'evoluzione morfo-fisiologica di questi ospiti, definiti termitofili, si è sviluppata parallelamente a quella delle stesse Tèrmiti.

## Prevenzione
Prestare attenzione quando:
1. ci sono focolai già presenti
2. ci sono grandi quantità di legno

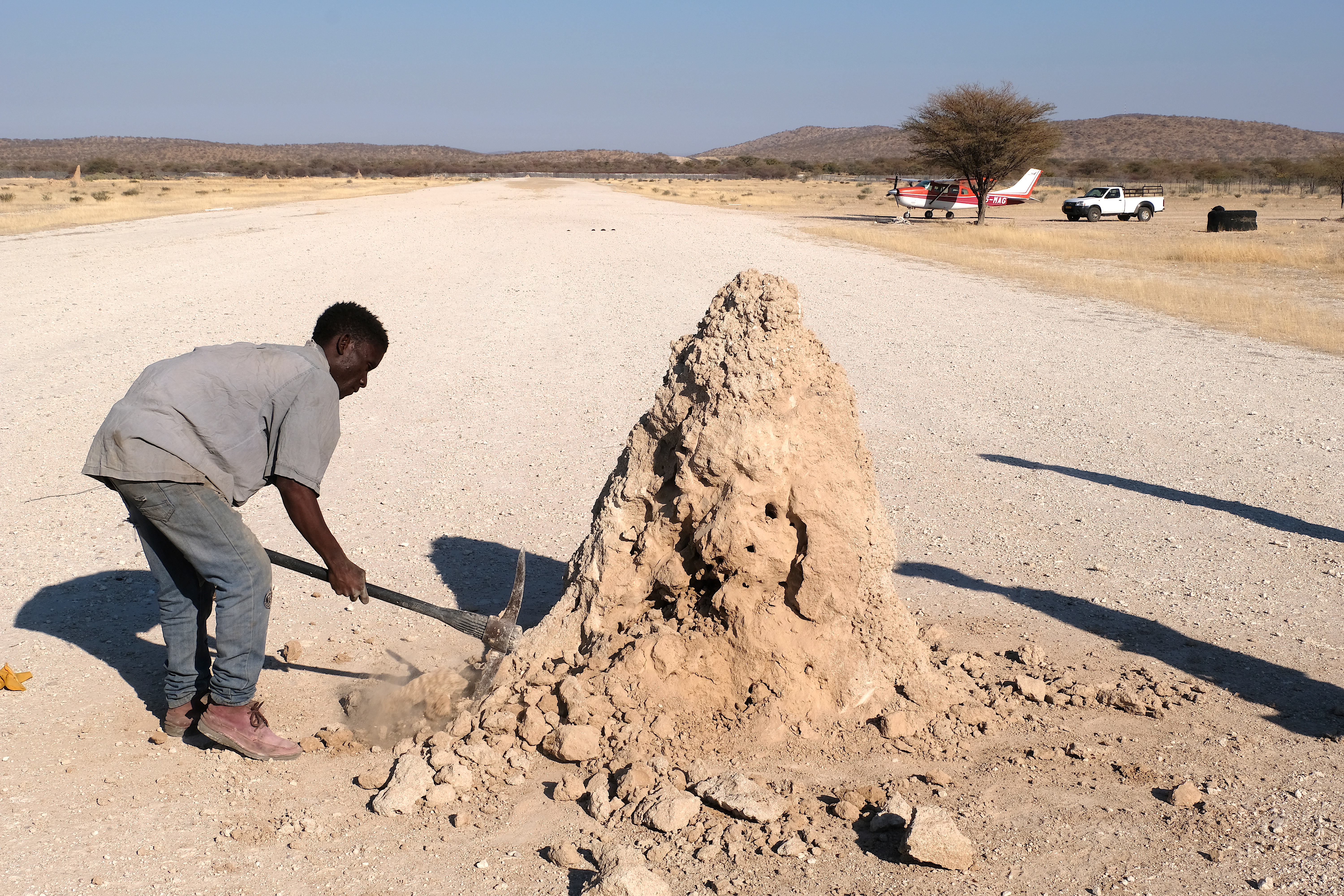
Termiti sull'aeroporto di Khorixas (Namibia)

3. ci sono piante vicine, soprattutto se malate, morte o danneggiate
4. c'è molta umidità nell'ambiente e nei locali
5. ci sono le travi annegate nel muro (non isolate)
6. ci sono strutture attaccate alle pareti
7. ci sono zone di condensa
8. c'è poca luce
9. c'è poca aria

Per questi motivi è caldamente consigliato l'isolamento delle testate delle travi con nicchie apposite composte da mattoni pressati per evitare accumuli di umidità, separare le travi dal muro con 0,5 cm di vuoto per far passare l'aria oppure riempito di isolante. Nelle biblioteche bisogna aerare gli ambienti, isolare armadi e scaffali e anche i libri dagli scaffali (per l'accumulo di umidità) con una movimentazione annuale di tutto l'archivio.

## Difesa
Uso di mezzi chimici come la permetrina miscelati con acqua da distribuire sui nidi (quando si
trovano) ma spesso non sono definitivi. Sembrano riscuotere successo l'uso di regolatori di crescita come l'hexaflumuron, che blocca la muta; è dato con esche alimentari e portato nel nido dalle operaie, poi con la trofallassi si contagiano a vicenda arrivando fino alla regina. Per i mobili (ancora salvabili) si usa il riscaldamento fino a 53 °C oppure l'atmosfera controllata per lunghi periodi.